# Flugplatz Bad Kissingen

i7
i11
i13

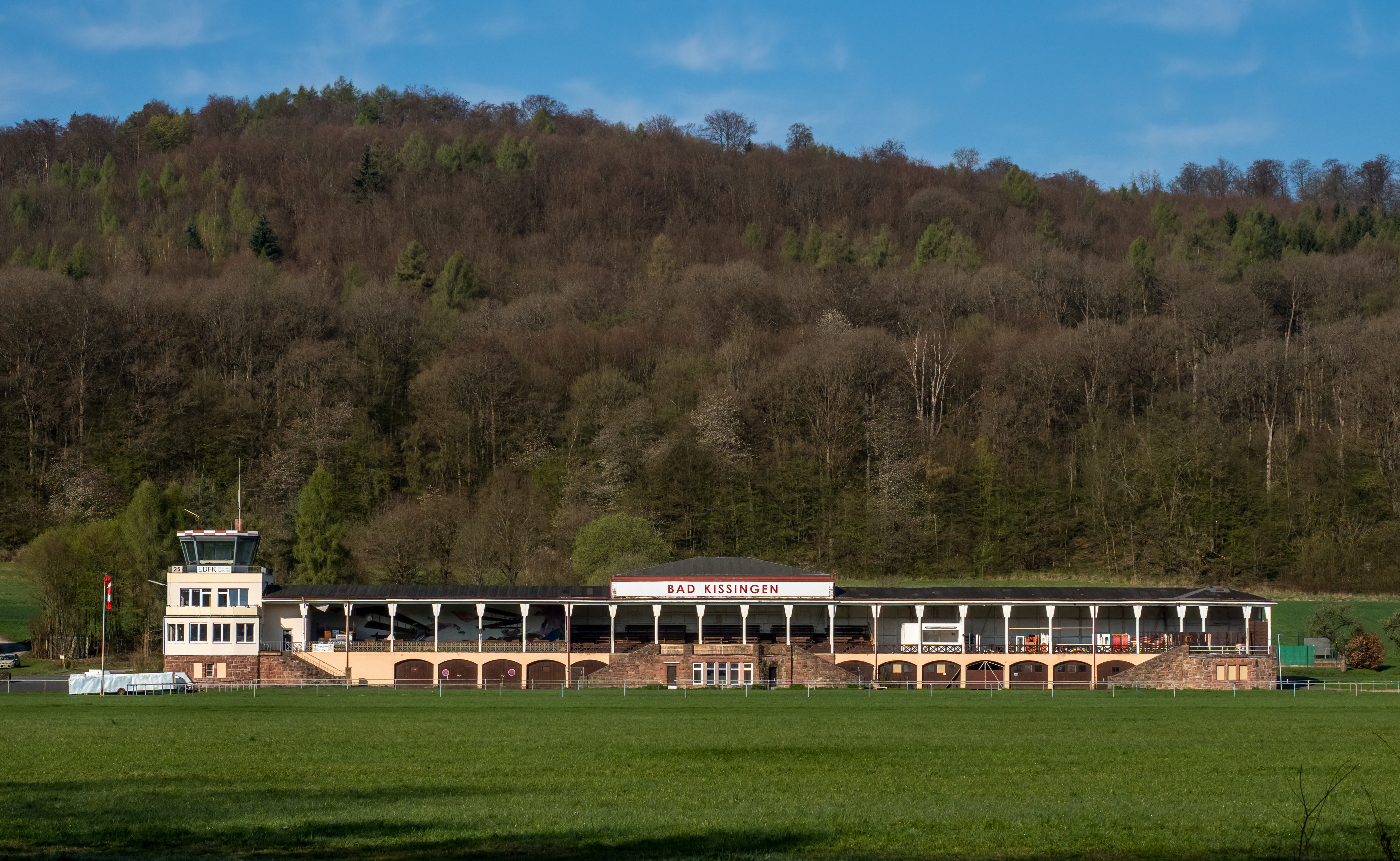
Tower EDFK mit Turniergebäude (2017)

Der Flugplatz Bad Kissingen (ICAO-Code: EDFK) ist der Sonderlandeplatz der unterfränkischen Stadt Bad Kissingen. Er ist im Eigentum der Segelfluggemeinschaft e. V. Bad Kissingen und wird von ihr betrieben.

## Geografie
Der Flugplatz liegt einen Kilometer nördlich des historischen Stadtkernes von Bad Kissingen im Flurstück Obere Au auf einer Höhe von 199 m ü. NN. Unmittelbar südlich befindet sich der Staffelsberg (386 m) und östlich verläuft die Fränkische Saale.
Naturräumlich erstrecken sich westlich der Spessart, nördlich die Rhön, östlich die Haßberge und südlich liegt das Maindreieck.

## Geschichte
Die Fliegerei wurde in Bad Kissingen bereits ab 1923 betrieben. Der erste Flugplatz entstand als Militärflugplatz drei Kilometer östlich der Stadt am Linnenberg und wurde 1936 eröffnet. Die in Ost-West-Richtung verlaufende, etwa 500 Meter lang Kilometer lange Grasrollbahn war mit Sandleitern aus Stahl zusätzlich befestigt.
Nach der Besetzung im April 1945 durch alliierte Truppen wurde das dortige Gelände zum US-Army Flugplatz AAF (ICAO: EDEG) und den Deutschen war die Fliegerei zunächst verboten. Im Jahr 1948 wurden die Sandleitern entfernt und nach Berlin verbracht, wo sie zur provisorischen Befestigung des Flughafens Berlin-Tegel dienten. Die Army asphaltierte das Kissinger Rollfeld anschließend um 1950. Das Gelände des Fliegerhorstes wurde 1990 aufgelassen und 1993 an die Bundesrepublik Deutschland zurückgegeben. Heute finden dort keine Flugbewegungen mehr statt und es dient der Bundespolizei als Trainingsgelände.
Nach Aufhebung des Flugverbotes nach dem Krieg wurde der Verein Segelfluggemeinschaft Bad Kissingen e. V. wiedergegründet. Auf der Suche nach einem Ort für einen neuen Flugplatz fand man als geeignetes Grundstück die Obere Saaleau neben dem Pferdesport-Turnierplatz aus den 1920er Jahren. Unmittelbar östlich des Turnierplatzes, in Richtung Saale, wurde die Landebahn angelegt. Die bereits bestehende Tribüne des Turnierplatzes wurde um einen Tower erweitert und es wurden um 1963 daneben zwei Hangars gebaut. Die Anlage bildet seitdem bis heute einen kombinierten Flug- und Turnierplatz. Der Flugplatz leidet allerdings immer wieder unter den Saalehochwässern.
Bis 2017 wurde der Flugplatz regelmäßig von der bayerischen Flugrettungsstaffel sowie für die Aufklärungsflüge zur Waldbrandgefahr über den Bayerischen Staatsforsten und der Hochwassersituation genutzt.

## Flugplatz und Ausstattung
Der Flugplatz ist zugelassen für Luftfahrzeuge bis 3000 kg MTOW und hat keine geregelten Betriebszeiten, das heißt, dass für Start- und Landung eine vorherige Genehmigung (PPR) zwingend erforderlich ist. Der Halter des Flugplatzes ist die Segelfluggemeinschaft Bad Kissingen, der Betreiber die Segelfluggemeinschaft Bad Kissingen e. V.
Es bestehen mehrere Wirtschaftsgebäude, ein Tower (Frequenz 124.755 MHz), zwei Hangars und ein Bistro. Es gibt eine Windenstarteinrichtung, aber keine Tankmöglichkeit bei Zwischenlandungen.

## Zwischenfälle
- Im Mai 2008 hob eine Windböe einen am Boden befindlichen Motersegler an, wodurch dieser mit einem weiteren abgestellten Flugzeug havarierte.[5]
- Am 14. August 2016 stürzte ein Motordrachen beim Landeanflug ab und geriet in Brand. Zwei Personen wurden schwer verletzt.[6]
- Am 5. Oktober 2018 verunglückte ein Motorsegler vom Typ HK36 R Super Dimona beim Landeanflug an einem nahen Waldrand und fing sofort Feuer.[7] Axel Homburg, der 82-jährige Pilot, kam hierbei ums Leben.[8][9]

## Verkehr
Eine Gemeindestraße erschließt den Flugplatz über die B 286/St 2291 zu der zehn Kilometer westlich verlaufenden Bundesautobahn 7 hin. Der ÖPNV bedient den Flugplatz nicht direkt, im Ort verkehrt ein Stadtbus, der zum Bahnhof Bad Kissingen fährt.